# Zacarias Moussaoui
 (juin 2021).
Si vous disposez d'ouvrages ou d'articles de référence ou si vous connaissez des sites web de qualité traitant du thème abordé ici, merci de compléter l'article en donnant les références utiles à sa vérifiabilité et en les liant à la section « Notes et références ».
Pour les articles homonymes, voir Moussaoui.
Zacarias Moussaoui est un terroriste islamiste français né le 30 mai 1968 à Saint-Jean-de-Luz, membre d'Al-Qaïda, condamné en 2006 à la prison à perpétuité aux États-Unis à la suite des attentats du 11 septembre 2001.

## Biographie

### Enfance et formation
Selon le frère de Zacarias, et selon lui-même, leur mère, Aïcha el Wafi, d'origine marocaine, a été mariée de force à 14 ans, à un compatriote. Six enfants naissent de ce couple dont deux filles, Nadia et Djamila, nées au Maroc, et deux garçons, Abd-Samad et Zacarias, nés en France. Les deux premiers enfants décèdent, l'un à l'âge de sept mois et le second à deux jours.
En 1970, la mère se voit contrainte de fuir[Où ?] et confie la garde de ses quatre enfants à l'Assistance publique[Où ?]. Zacarias est alors ballotté d'orphelinats en foyers. Victime de violences conjugales, sa mère divorce en 1974 et, après avoir obtenu un emploi de fonctionnaire, récupère la garde de ses enfants. La famille s'installe alors à Narbonne ; le père ne donnera plus de nouvelles à sa famille.
Zacarias se brouille avec sa mère, puis avec son frère, et une de ses sœurs connaît des troubles psychiatriques. Cependant, il semble surmonter ses handicaps sociaux, réussit une scolarité sans histoire, et tout en étant surveillant au collège Victor-Hugo de Narbonne, obtient un baccalauréat professionnel de maintenance des systèmes mécaniques automatisés à Montpellier en 1988 puis un BTS Technico-Commercial au lycée François-Arago de Perpignan en 1990. Le jeune Zacarias est alors décrit par ses professeurs comme un élève extraverti, ayant bon caractère et entouré d'amis. Parallèlement à ses études, il acquiert une réputation de fêtard invétéré.
L'année suivante, il réussit un DEUG d'administration économique et sociale à l'université Paul-Valéry Montpellier 3, puis obtient en 1995 un master en gestion de la South Bank University de Londres.

### Religion
Il pratique la religion musulmane et fréquente une mosquée de Montpellier.
En 1992, Zacarias Moussaoui s'inscrit à l'université de Perpignan en deuxième année de LEA (langues étrangères appliquées), mais il disparaît le jour de la rentrée. De fait, il coupe les ponts avec sa famille et s'installe à Londres, l'une des principales bases de l'islamisme en Europe (dit Londonistan). Selon des enquêteurs[Qui ?], influencé par les prêches des recruteurs du djihad, dont Abou Hamza al Masri et Abou Qatada, il est rapidement intégré dans les réseaux islamistes, qui veulent l'envoyer en Afghanistan où il effectue son premier voyage dès 1995.
En 1997, il fait de nombreux déplacements en France, en Grande-Bretagne et au Maroc, où il est arrêté et expulsé vers Paris. Il effectue aussi de discrets voyages au Proche-Orient, et il aurait même été signalé en Tchétchénie par les services de renseignement français, ce que réfutent ses avocats.
En 1998 et 1999, on le retrouve en Afghanistan dans les camps d'Al-Qaïda, où il rencontre Khalid Cheikh Mohammed, considéré comme le cerveau des attentats du 11 septembre 2001. En 2000, il est en Malaisie pour s'initier au pilotage d'avions de ligne, cependant les islamistes malaisiens de la Jemaah Islamiyah en ont vite assez de lui à cause de ses frasques[Lesquelles ?] et, dès l'automne 2000, il est écarté de l'équipe de terroristes qui prépare les attentats du 11 septembre 2001.
Cependant, son passeport français représente pour les terroristes un atout sérieux qui lui permet de passer les frontières avec un contrôle minimal. Il arrive à Chicago, en février 2001, avec une somme de 35 000 dollars US, pour s'installer à Oklahoma City, région où il va suivre des cours de pilotage jusqu'en mai 2001.

### Leçons de pilotage et arrestation
Arrivé aux États-Unis le 23 février 2001, Zacarias Moussaoui va prendre sans succès, du 26 février au 29 mai 2001, des cours de pilotage dans une école de Norman dans l'Oklahoma. Ses finances initiales dépensées, il trouve une nouvelle formation dans le Minnesota et pour cela il obtient une rallonge de 14 000 dollars que Ramzi Bin al-Shibh lui envoie, début août depuis Hambourg et Düsseldorf. Dès qu'il a encaissé l'argent, Zacarias achète deux couteaux à Oklahoma City.
À partir du 13 août 2001, il s'inscrit à la Pan Am International Flight Academy à Eagan, près de Minneapolis, pour suivre des cours sur un simulateur de vol de Boeing 747 mais il éveille rapidement des soupçons chez ses instructeurs car il ne possède pas de licence de pilote et annonce qu'il veut uniquement apprendre à faire voler un appareil sans s'intéresser ni aux atterrissages, ni aux décollages. De plus, il paie ses frais de scolarité en espèces, soit 6 300 dollars. Ainsi, dès le 16 août 2001, il est interpellé en possession de faux papiers et emprisonné pour « infraction à la législation sur l'immigration ».

## Procès

### Préparation du procès
Le 11 décembre 2001, trois mois après les attentats du 11 septembre, Zacarias Moussaoui, bien qu'en prison au moment des faits, est accusé d'avoir « activement participé » par son silence au complot terroriste qui a conduit aux attentats. Il est inculpé de six chefs d'accusation, :
1. Conspiration en vue de l’accomplissement d’actes de terrorisme international (Conspiracy to Commit Acts of Terrorism Transcending National Boundaries).
2. Conspiration en vue de l’accomplissement de piraterie aérienne (Conspiracy to Commit Aircraft Piracy).
3. Conspiration en vue de destruction d’avions (Conspiracy to Destroy Aircraft).
4. Conspiration en vue de l’usage d’armes de destruction massive (Conspiracy to Use Weapons of Mass Destruction).
5. Conspiration en vue de meurtre d’employés de l’administration américaine (Conspiracy to Murder United States Employees).
6. Conspiration en vue de destruction de biens (Conspiracy to Destroy Property).

Les chefs d'accusation 1, 2, 3 et 4 sont passibles de la peine de mort et les deux derniers de la réclusion à perpétuité.
Le 2 janvier 2002, Moussaoui refuse de plaider devant le tribunal fédéral d'Alexandria en Virginie. Le 13 juin 2002, le juge Leonie Brinkema (en) l'autorise à être son propre avocat et le 18 juillet 2002, il décide de plaider coupable et reconnaît être membre d'Al-Qaïda, mais le 25 juillet 2002, il change sa position et décide de plaider non coupable « au nom d'Allah pour sauver et défendre [s]a vie en tant que musulman ».
Le 21 septembre 2002, son frère Abd Samad Moussaoui est interviewé en France par Thierry Ardisson, après avoir publié le 18 septembre un livre intitulé Zacarias Moussaoui, mon frère, dans lequel il écrit qu'à l'époque de la guerre du Golfe (1990-1991), son frère Zacarias est parti étudier en Angleterre et qu'il s'est petit à petit transformé en fondamentaliste wahhabite.
Des responsables d'Al-Qaïda, détenus par les autorités américaines, dont Khalid Cheikh Mohammed, Yasser al-Jaziri et Ramzi Bin al-Shibh, avouent avoir mis à l'écart Moussaoui, car ils le considéraient comme trop excentrique et l'avaient mis en réserve pour une future opération en Europe ou au Moyen-Orient. Khalid Cheikh Mohammed déclare que Moussaoui devait faire partie d'une « seconde vague » d'attaques, alors que Ramzi Bin al-Shibh explique qu'il le trouvait trop « instable » et qu'il aurait annulé l'opération du 11 septembre s'il avait eu vent de son arrestation. De fait, selon sa défense, Moussaoui n'était pas directement impliqué dans la préparation des attentats et n'a pas eu ni à plaider coupable, ni à reconnaître d'avoir été informé du projet des attentats du 11 septembre 2001, consistant à jeter des avions civils sur des immeubles civils sur le sol américain. De plus, le député de Pennsylvanie, Curt Weldon, convoqué au tribunal, révèle une opération secrète du Pentagone, nommée « Danger Able danger » (danger breveté), lors de laquelle quatre des dix-neuf terroristes auraient été identifiés, un an et demi avant le 11 septembre. Ce témoignage est utilisé par la défense pour prétendre que le gouvernement américain en aurait su plus que Zacarias et qu'il n'aurait rien fait pour empêcher les attentats.
Moussaoui fait de nombreuses demandes pour avoir accès à des documents classés confidentiels et le droit d'appeler des membres prisonniers d'Al-Qaida (détenus notamment dans la base militaire de Guantanamo à Cuba) comme témoins, notamment Bin al-Shibh. Toutes ces demandes sont présentées par les procureurs comme des menaces potentielles à la sécurité nationale et ils s'opposent, le 23 février 2003, à autoriser le témoignage des membres d'Al-Qaïda. La juge Brinkema reporte le procès en attendant une décision définitive sur cette question et, le 2 octobre 2003, devant le refus réitéré du gouvernement, elle interdit aux procureurs de demander la peine de mort. La position du gouvernement se trouve néanmoins renforcée, le 23 avril 2004, lorsqu'un tribunal lui donne raison dans sa position de refuser le témoignage en direct de trois terroristes tenus au secret absolu par les autorités américaines, décision confirmée le 13 septembre 2004 par une cour d'appel. Les avocats de Moussaoui saisissent, le 11 décembre 2004, la Cour suprême qui, le 21 mars 2005, refuse l'examen de leur requête.
Le 22 avril 2005, à la surprise générale, Zacarias Moussaoui change sa position et plaide coupable pour tous les chefs d'inculpation dont il est inculpé. Il nie cependant avoir eu pour intention de commettre le massacre du 11 septembre 2001, indiquant qu'il préparait de son côté une attaque séparée contre la Maison-Blanche. Le fait de plaider coupable le rend à nouveau complice de la mort de 2 977 personnes et donc passible de la peine de mort.
Le 24 janvier 2006, ses avocats annoncent leur intention de démontrer que Zacarias est schizophrène, ce qui lui éviterait la peine capitale. Ils estiment que ses incohérences, à la lisière de la folie, trouvent peut-être leurs sources dans son enfance et son destin en miettes. De plus, la juge Brinkema, elle-même, sujette à des insultes et des diatribes incohérentes de Zacarias, avait déjà mis en doute la santé mentale de Zacarias mais l'avait cependant laissé plaider coupable.
Le 25 janvier 2006, la juge Brinkema ordonne au gouvernement que tous les documents dont il dispose, classés secret défense et concernant la menace terroriste avant le 11 septembre, soient transmis à la défense de Zacarias Moussaoui. Le 31 janvier 2006, sa mère, Aïcha el-Wafi, estime, lors d'une conférence de presse donnée à Montpellier, que son fils est un « bouc émissaire ».

### Déroulement du procès
Le procès de Zacarias Moussaoui débute le lundi 6 février 2006 devant le tribunal fédéral d'Alexandria, présidé par la juge Leonie Brinkema (en). Toute photo ou dessin a été interdit. Le prévenu est évacué deux minutes à peine après le début des audiences, après avoir contesté les faits devant la Cour. Il sera expulsé à quatre reprises au cours de la 1re journée d'audience.
Le 27 mars 2006, Moussaoui témoigne et affirme que lui et Richard Reid avaient planifié un crash d'avion sur la Maison-Blanche pour le 11 septembre 2001. Aucun lien direct entre Moussaoui et Reid n'a été démontré, et ce témoignage est en contradiction avec un autre de ses témoignages dans lequel il affirmait que son attaque devait se dérouler après le 11 septembre. Quand il lui est demandé la raison de son mensonge, il réplique : « Nous sommes autorisés à mentir pour le jihad. Nous utilisons des techniques pour vaincre notre ennemi »,.
Le 6 avril 2006, Moussaoui, après la présentation des images de victimes du 11 septembre se jetant dans le vide, parodie la célèbre chanson de Bruce Springsteen Born in the U.S.A. (« Né aux États-Unis ») en « Burn in the U.S.A. » (« Brûle aux États-Unis »).
Les procureurs poussent pour la peine capitale et la partie requérante (le gouvernement des États-Unis) également. La défense fait comparaître plusieurs experts pour témoigner sur la santé mentale de Moussaoui.

### Verdict
Le 3 mai 2006, le jury du tribunal fédéral d'Alexandria rend son verdict et prononce « Nous, les jurés, n'avons pas estimé à l'unanimité qu'une sentence de mort devait être imposée ».
Le 4 mai 2006, la juge Leonie Brinkema condamne officiellement Zacarias Moussaoui à la prison à vie sans possibilité de libération anticipée (Perpétuité réelle). Les décisions des jurés montrent que Zacarias Moussaoui a eu la vie sauve à la suite de la décision de trois jurés de ne pas reconnaître de responsabilité directe dans les attentats, la peine de mort n'étant prononcée qu'à l'unanimité.
À l'issue de ce verdict, Moussaoui a alors déclaré « Que Dieu sauve Oussama ben Laden. Vous ne l’attraperez jamais! » et « Que Dieu maudisse l’Amérique. Que Dieu sauve Oussama ben Laden. Vous ne l’attraperez jamais ».
La juge a alors finalement déclaré, après la logorrhée du condamné, que « Les gens qui sont dans cette salle seront libres tout à l’heure d’aller où ils veulent, de respirer l’air frais et de goûter le soleil ». Zacarias Moussaoui ne le verra plus jamais et partira dans une prison de haute sécurité. Moussaoui a quitté la salle d'audience en prétendant que le prochain président des États-Unis le gracierait : « In your dreams ! » (« Dans tes rêves ! »), s'est exclamée l'épouse d'une victime depuis les bancs de l'auditoire des parties civiles.
Le procureur général n'a pas fait appel et, bien que le gouvernement américain ait requis la peine capitale, le président G.W. Bush a pris acte de la décision sans en commenter le contenu.
Le lundi 8 mai 2006, Zacarias Moussaoui envoie à la juge Leonie Brinkema une motion dans laquelle il revient sur ses aveux de culpabilité. Il affirme qu'il a menti durant le procès et « [qu'il n'a] jamais rencontré Mohammed Atta qui dirigeait certains des kamikazes du 11 septembre 2001 ». Il revient également sur ses déclarations selon lesquelles il était au courant de la préparation de ces attentats et devait piloter un des avions. Ces déclarations étaient, selon lui, « une invention complète ». Il précise que, s’il a pu voir quelques pirates de l'air à Kandahar, il ne les connaissait pas et ne savait rien de leur intention.
Il déclare également avoir été « extrêmement surpris d’avoir eu la vie sauve » et demande un nouveau procès car il voit maintenant « qu'il est possible d'avoir un procès juste, même avec des jurés américains ». La juge Leonie Brinkema a cependant répondu que la loi fédérale américaine ne permettait pas à un condamné de revenir sur sa décision de plaider coupable une fois la sentence prononcée. Les avocats de Moussaoui étaient au courant de cette impossibilité mais ont tout de même transmis cette demande en raison de leurs « relations problématiques » avec leur client.

### Incarcération
Depuis le 13 mai 2006, Zacarias Moussaoui purge sa peine, sous le matricule 51427-054, dans la prison ADX de Florence, prison de très haute sécurité, dans le Colorado. Il n'en sortira jamais, sauf si un évènement exceptionnel et très improbable intervient (transfert dans une prison française, grâce présidentielle…). Il n'est au contact d'aucun autre détenu. Il est enfermé 23 heures sur 24 et sa seule sortie quotidienne se fait dans une pièce où il reste seul mais peut soulever de la fonte. Il dispose d'un petit poste de télévision noir et blanc de 13 pouces de diagonale qui diffuse uniquement des programmes éducatifs. Il n'a droit à aucune visite.
Un avocat français, à la demande de sa mère, essaye de lui faire purger le reste de sa peine en France, sans succès. Fin mai 2006, un message revendiqué par Oussama ben Laden le disculpe des attentats du 11 septembre.
En juin 2011, pendant une conférence organisée par Google, sa mère raconte à Dublin : « qu'entendre son fils au tribunal prôner la haine des États-Unis et des juifs lui donna envie de lui dire : “Secoue-toi.” » Plus tard, il accuse sous serment le gouvernement saoudien d'avoir participé aux attentats du 11 septembre 2001, avec Al-Qaïda, notamment les princes Turki ben Fayçal Al Saoud, Bandar ben Sultan et Al-Waleed ben Talal de la famille royale saoudienne parmi les donateurs, mais que l'artisan principal est Salmane ben Abdelaziz Al Saoud qui, en janvier 2015, devient roi d'Arabie saoudite,. L'Arabie saoudite réagit en déclarant : « Moussaoui est un criminel dérangé qui n'apporte aucune preuve. En 2004, la Commission du 11 septembre avait exonéré l'Arabie saoudite de toute responsabilité. » En février 2018, il assigne en justice le président Donald Trump pour dénoncer ses conditions de détention.

#### Procès
- (en) Text of Indicment United States v. Zacarias Moussaoui
- (en) United States v. Zacarias Moussaoui on the official web site of the United States District Court for the Eastern District of Virginia
- (en) Redacted Jury Verdict Form for Phase 2 - Verdict du jury du tribunal fédéral d'Alexandria condamnant Zacarias Moussaoui [PDF]
- Article sur le procès.
- Peine de mort pour M. Zacarias Moussaoui ? - Patrick Baudouin, Le Monde diplomatique, février 2006.